# Vinterlandskap
Vinterlandskap (tyska: Winterlandschaft) är namnet på tre oljemålningar av den tyske konstnären Caspar David Friedrich från 1811. 
Det ena föreställer ett krucifix i en grandunge. Framför korset har en man sjunkit ner i snön, han har kastat kryckorna och lutar sig tillbaka mot en sten. I bakgrunden tronar en gotisk kyrka upp sig; Tyskland var de "de gamla goternas land". Målningen är en av Friedrichs främsta visionära gestaltningar av den gudomliga närvaron i naturen. Den finns i två nästan identiska utföranden, den ena utställd på National Gallery i London och den andra på Museum für Kunst und Kulturgeschichte i Dortmund. Dortmundversionen benämns vanligen Vinterlandskap med kyrka (Winterlandschaft mit Kirche).

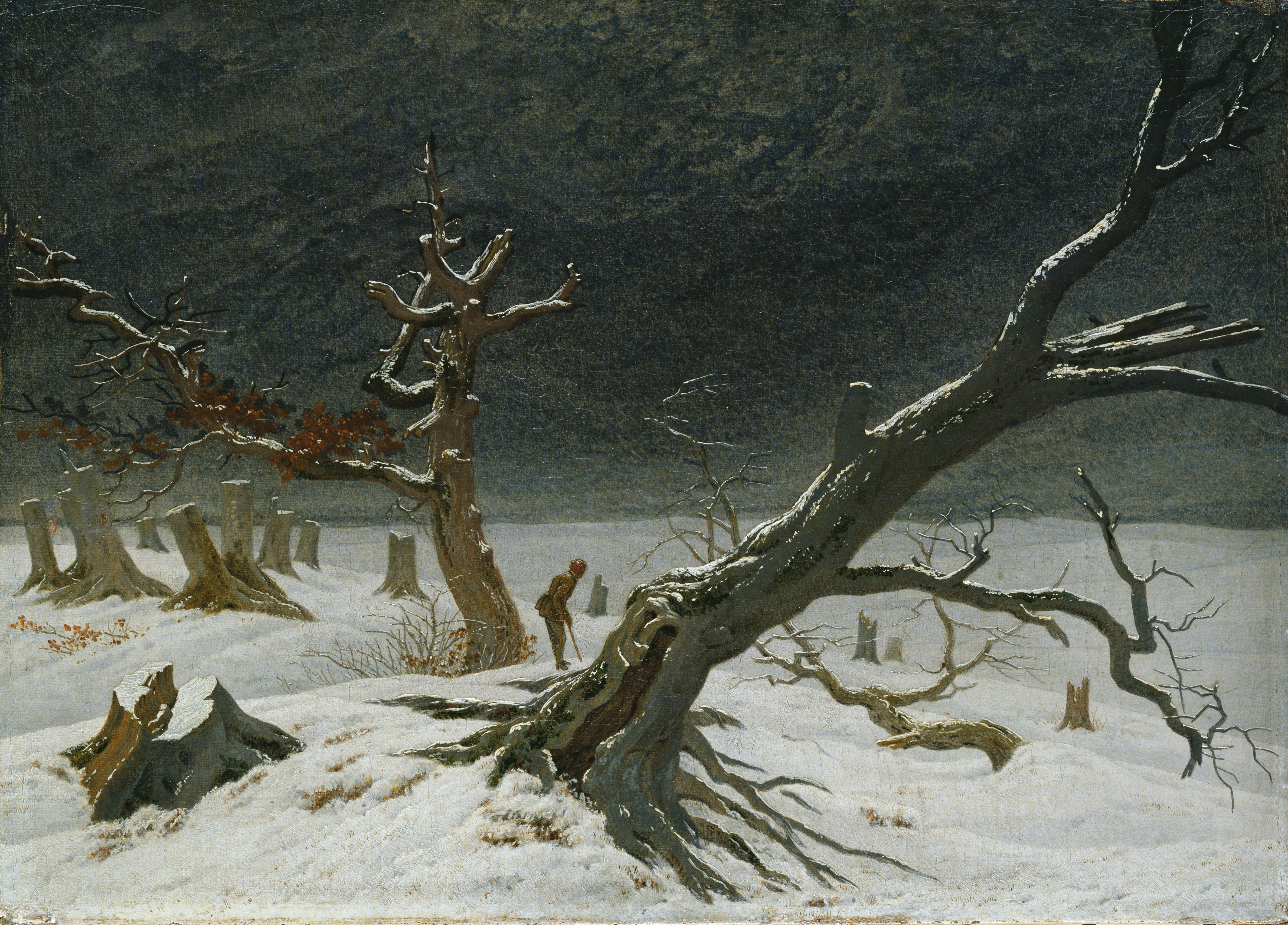
Versionen på Staatliches Museum Schwerin (1811). Storlek: 33 x 46 cm.

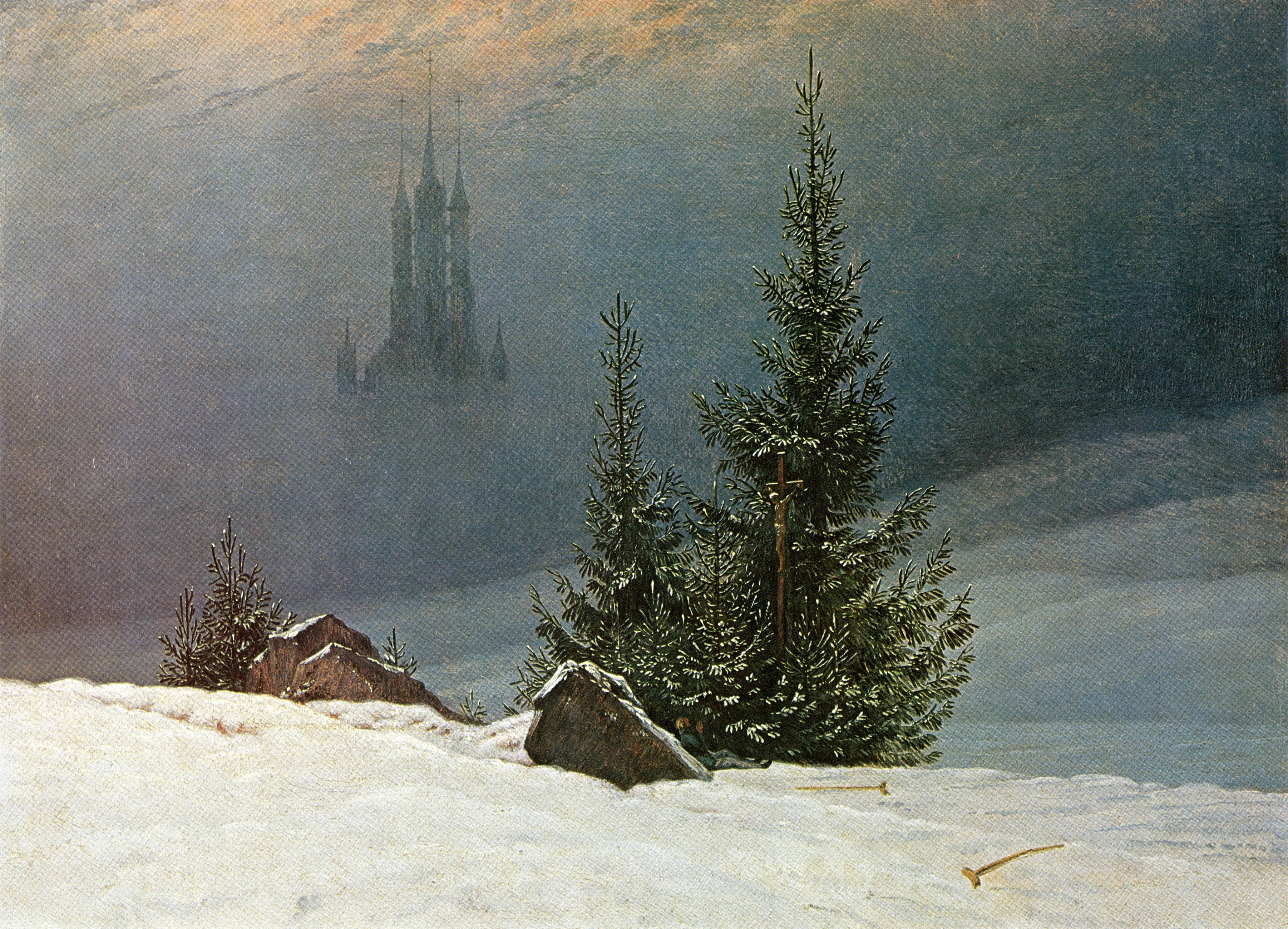
Versionen på Museum für Kunst und Kulturgeschichte i Dortmund (1811). Storlek: 33 x 45 cm.

Friedrich gjorde inte sällan målningar i par, som pendanger, till exempel Klostret i ekskogen och Munk vid havet (båda 1810). Vinterlandskaps pendang är en målning med samma namn och som är utställd på Staatliches Museum Schwerin. Den föreställer en man på kryckor som vandrar i ett tröstlöst vinterlandskap bestående av döda träd.
Möjligtvis föreställer Schwerinmålningen en man som är ute på slutet av sin livsvandring. I London- och Dortmundversionen har mannen kommit till vandringens slut, han kastar kryckorna och väntar på döden. Genom visionen av den framstigande katedralen förvandlas tragedin till ett löfte om frälsning och evigt liv. 
Målningen anknyter till Friedrichs genombrottsverk, Korset i bergen (1807–1808). Även den föreställer ett krucifix i ett nordiskt landskap, något som provocerade många i den samtida debatten som framför allt var präglad av neoklassicistiskt tänkande. Friedrich återkom 1812 till ett liknande motiv, ett krucifix i en granskog framför en katedral; även denna benämns Korset i bergen.